# Plaza Bolívar de Valencia
La plaza Bolívar de Valencia es un parque urbano ubicado en plena zona céntrica en el municipio homónimo de Venezuela. Fue inicialmente inaugurada en 1555 con la fundación de la ciudad, llamándose posteriormente Plaza Mayor, luego Plaza del Mercado y siendo finalmente reinaugurada para homenajear al Libertador Simón Bolívar el 24 de junio de 1889 bajo el nombre que se le conoce actualmente.

## Historia

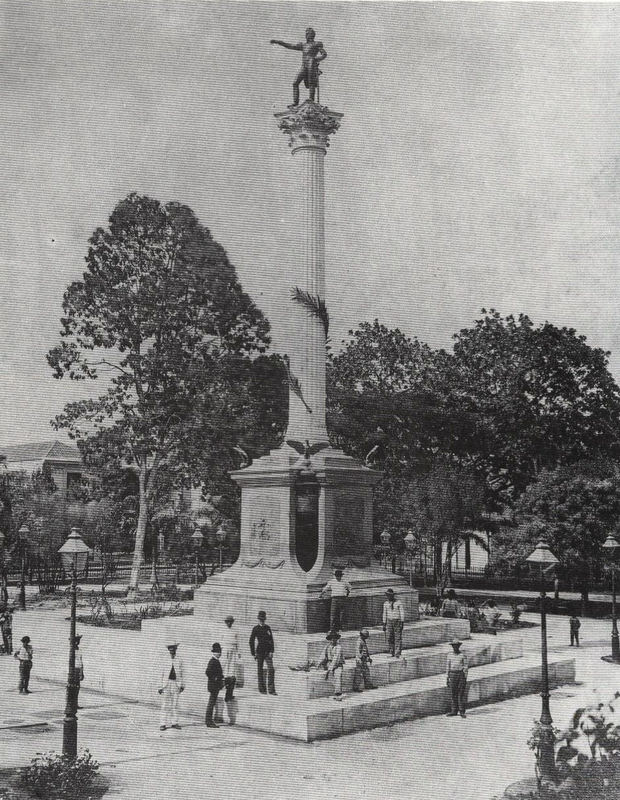
Monolito de la plaza Bolívar de Valencia en 1889

La plaza comenzó como un cuadrilátero cercado con caña en el centro de la ciudad, siendo utilizado en un principio como mercado y matadero. De acuerdo a las Leyes de Indias, sirvió como punto de partida para la cuadrícula que se fijaría para las posteriores construcciones que se realizaran en la recién fundada localidad.
En el siglo XVII recibe oficialmente el nombre de Plaza Mayor, nomenclatura que cambia posteriormente a Plaza del Mercado por los distintos usos que se le daba. Más tarde, con la llegada de la Época Republicana al país en 1830, pasa a llamarse Plaza Bolívar como muchas otras plazas del país que buscaban homenajear al Libertador.
El 21 de septiembre de 1887, Antonio Guzmán Blanco (presidente de Venezuela) en una decisión en conjunto del general Hermógenes López (presidente del estado Carabobo), deciden remodelar la plaza, dotándola de un monolito de mármol con una estatua pedestre en bronce del Libertador. Dicha obra corrió bajo la dirección del Arquitecto Antonio Malaussena, la cual una vez culminada constaba de gradas, un pedestal de 4,5 metros y una columna de mármol amarillo sobre la cual se ubica la estatua vaciada en bronce, que en total mide 18,5 metros apuntando hacia el Campo de Carabobo. En los cuatro lados del pedestal se representan en bajorrelieve cuatro escenas de la Batalla de Carabobo: el Libertador a caballo ordenando la batalla, la actuación de la Legión Británica, la retirada del batallón Valencey y el escudo del estado Carabobo a modo de alegoría del enfrentamiento. La reinauguración tuvo lugar el 24 de junio de 1889.